# Live at the Brixton Academy (album de Brian May)
Cet article concerne l'album de Brian May. Pour l'album de Faith No More, voir Live at the Brixton Academy.
Albums de Brian May
Back to the Light
(1992) Another World
(1998)
Live at the Brixton Academy est un enregistrement public de Brian May, guitariste de Queen, et sorti en 1994.
L'album est sorti en CD, vinyle et VHS en 1994, et reste à ce jour le seul album enregistré en public du "Brian May Band" en tant que collectif.
L'album comprend le concert presque complet et non édité : la chanson God (The Dream Is Over) de John Lennon n'a pas été gardée pour des raisons de droits d'auteur. Spike Edney a dû jouer un deuxième solo aux claviers (aucun n'est sur le CD, le premier est sur la VHS) après que May a rencontré des problèmes techniques avant d'entamer Last Horizon. En outre, Back to the Light, Tie Your Mother Down, Love Token, Headlong, Let Your Heart Rule Your Head, Resurrection (en particulier le solo à la batterie de Cozy Powell), We Will Rock You et Hammer To Fall sont légèrement écourtées sur le CD, mais sont complètes sur la VHS, plus longue de 15 minutes.

## Titres de l’album
1. The Dark / Back To The Light (Brian May)
2. Driven by You (May)
3. Tie Your Mother Down (May)
4. Love Token (May)
5. Headlong (May)
6. Love of My Life (Mercury)
7. '39 (May) / Let Your Heart Rule Your Head (May)
8. Too Much Love Will Kill You (May/Musker/Lamers)
9. Since You've Been Gone (Russ Ballard)
10. Now I'm Here (May)
11. Guitar Extravagance (May)
12. Resurrection (May/Powell/Page)
13. Last Horizon (May)
14. We Will Rock You(May)
15. Hammer to Fall (May)

## Personnel
- Chant et guitare : Brian May
- Batterie, percussions : Cozy Powell
- Basse : Neil Murray
- Claviers, chant : Spike Edney
- Guitare, chant : Jamie Moses
- Chœurs : Cathy Porter
- Chœurs : Shelley Preston

## Classement
| Classement 1994 | Position |
| --------------- | -------- |
| Royaume-Uni     | 20       |
| Autriche        | 38       |